# 県里空港
県里空港（ヒョンニくうこう、朝鮮語: 현리비행장）は、朝鮮民主主義人民共和国江原道 (朝鮮民主主義人民共和国)淮陽郡に位置する軍用空港。

## 設備
飛行場には、2704 x 47 メートル（8870 x 154フィート）のコンクリート滑走路（02/20）がある。谷間に位置し、平行誘導路と、分散した駐機場と、4つの地下シェルターにつながる他の誘導路がある。